# 哈纳克定理
哈纳克定理（英語：Harnack's principle）是复分析中有关调和函数序列收敛的定理，由哈纳克不等式得到。
假设{\displaystyle u_{1}(z)}, {\displaystyle u_{2}(z)}, ...是复平面C的开连通子集{\displaystyle G}上的调和函数，并且在{\displaystyle G}中的每一点都有
{\displaystyle u_{1}(z)\leq u_{2}(z)\leq ...}
如果极限
{\displaystyle \lim _{n\to \infty }u_{n}(z)}
在{\displaystyle G}上的一点收敛，则在{\displaystyle G}上处处收敛于调和函数
{\displaystyle u(z)=\lim _{n\to \infty }u_{n}(z)}
且收敛在{\displaystyle G}的任一闭子区域上一致。